# Gerhard Stolle
Gerhard Stolle (República Democrática Alemana, 11 de noviembre de 1952) es un atleta alemán retirado especializado en la prueba de 800 m, en la que consiguió ser campeón europeo en pista cubierta en 1975.

## Carrera deportiva
En el Campeonato Europeo de Atletismo en Pista Cubierta de 1975 ganó la medalla de oro en los 800 metros, con un tiempo de 1:49.8 segundos, por delante del belga Ivo Van Damme y del soviético Vladimir Ponomaryov.